# Due papà da Oscar
Due papà da Oscar (Brother's Keeper) è una serie televisiva statunitense in 23 episodi trasmessi per la prima volta nel corso di una sola stagione dal 1998 al 1999.

## Trama
Porter Waide, un padre single e professore di storia, deve allevare il figlio Oscar e al contempo tenere fuori dai guai il fratello Bobby, un kicker dei San Francisco 49ers appena arrivato a casa sua in cerca di ospitalità e di un "tutor" onde dimostrare alla squadra che gli ha proposto un contratto milionario che ha messo la testa a posto.

## Personaggi e interpreti
- Porter Waide (23 episodi, 1998-1999), interpretato da William Ragsdale.
- Bobby Waide (23 episodi, 1998-1999), interpretato da Sean O'Bryan.
- Oscar Waide (23 episodi, 1998-1999), interpretato da Justin Cooper.
- Dena Draeger (23 episodi, 1998-1999), interpretata da Bess Meyer.
- Rose (11 episodi, 1998-1999), interpretata da Natasha Slayton.
- Marilyn (4 episodi, 1998-1999), interpretato da Kate Hodge.
- Mark (3 episodi, 1998-1999), interpretato da John Michael Higgins.
- Passerby (2 episodi, 1998-1999), interpretato da Alan Prewitt.
- Se stesso (2 episodi, 1998-1999), interpretato da Bobby Slayton.
- Gino (2 episodi, 1999), interpretato da Dan Ferro.

## Produzione
La serie, ideata da Donald Todd, fu prodotta da Axelrod-Widdoes Productions e Donald Todd Productions e Studios USA Television e girata negli studios della Universal a Universal City e a Los Angeles in California. Le musiche furono composte da Jonathan Wolff.

### Registi
Tra i registi della serie sono accreditati:
- James Widdoes in 15 episodi (1998-1999)
- Dinah Manoff in 3 episodi (1999)
- Ken Levine in 2 episodi (1998-1999)

## Distribuzione
La serie fu trasmessa negli Stati Uniti dal 25 settembre 1998 al 14 maggio 1999 sulla rete televisiva ABC. In Italia è stata trasmessa nel 2002 su Italia 1, nel 2003 su Italia Teen Television e in repliche notturne nell'agosto del 2004 su Canale 5 con il titolo Due papà da Oscar.
Alcune delle uscite internazionali sono state:
- negli Stati Uniti il 25 settembre 1998 (Brother's Keeper)
- in Israele il 13 febbraio 2000
- in Francia il 20 dicembre 2000 (Un frère sur les bras)
- in Finlandia (Veljeni vartija)
- in Romania (Între noi fratii)
- in Italia (Due papà da Oscar)

## Episodi
| Stagione       | Episodi | Prima TV USA |
| -------------- | ------- | ------------ |
| Prima stagione | 23      | 1998-1999    |